# Das Wolgamädchen
Das Wolgamädchen ist ein später deutscher Stummfilm aus dem Jahre 1930 von Robert Wohlmuth mit Evelyn Holt in der Titelrolle sowie Igo Sym in der männlichen Hauptrolle. Der Geschichte liegt eine Novelle von Alexander Lapiner zugrunde.

## Handlung
Russland zur Zeit der Zarenherrschaft. Das junge Bauernmädchen Katja ist von einem gewissenlosen Offizier verführt und geschwängert worden und hat nun in den Augen der Heimatdorfbewohner ihre Ehre verloren. Sie verlässt daraufhin das Dorf und geht in die große Stadt (Moskau), um hier Arbeit zu suchen. In einem Kabarett wird sie als Sängerin, das „Wolgamädchen“, verpflichtet und findet dort auch eine Unterkunft. Inzwischen Mutter geworden, kann sie mit dem erarbeiteten Geld sich und das Kind versorgen. Ausgerechnet in diesem Tingeltangel begegnet Katja eines Tages ihren Verführer, Reserveleutnant Wladimir Trojanowski, wieder. 
Da er sie, wie die meisten der Kabarettdiseusen, für ein williges und allzu leichtes Mädchen hält, begrüßt er Katja mit höhnischen Worten. Zutiefst verletzt, stürzt das Mädchen von der Wolga daraufhin ins Freie, in der Absicht, sich in der Moskwa zu ertränken. Doch die Verantwortung ihrem Kind gegenüber lässt sie davon ablassen, und Katja kehrt zu sich nach Hause zurück. Dort trifft sie auf Leutnant Wladimir, der in der Zwischenzeit die ganze Wahrheit über Katja und ihr Schicksal erfahren hat. Reuig bittet er sie um Verzeihung und verspricht fortan alles wieder gutzumachen, was er an ihr einst gesündigt hatte.

## Produktionsnotizen
Das Wolgamädchen entstand Januar und Februar 1930 als Stummfilm in Wiens Schönbrunn-Filmatelier, passierte am 16. April 1930 die deutsche Filmzensur und gelangte am 22. Juli 1930 in die deutschen Kinos. Da der Streifen mit Geräuschen, Musik und Gesang unterlegt wurde, bewarb man ihn als Tonfilm. 
Fritz Deitz übernahm die Produktionsleitung, Hans Ledersteger entwarf die Filmbauten. Hans Heinz Theyer assistierte hier seinem Vater, Chefkameramann Hans Theyer.

## Kritik
Das Neue Wiener Journal befand: „… sowohl Autor als auch Regisseur haben hier beste Arbeit geleistet. In einfachen Bildern schildert der Film die Geschichte eines verführten Mädchens. Evelyne Holt spielt schlicht und rührend die Rolle dieses jungen, vom Leben verfolgten Weibes, während Igo Sym als ihr Partner einen Draufgänger und guten Kerl nicht unsympathisch darzustellen versteht. (…) Hervorragend die Photographie Hans Theyers.“.